# Tristan Béteille
Pour les articles homonymes, voir Béteille.

a Compétitions nationales et continentales officielles uniquement.

Tristan Béteille, né le 28 avril 1995, est un joueur français de rugby à XIII évoluant au poste d'arrière ou d'ailier.
Formé au rugby à XV à Limoux puis au Stade toulousain, il décide toutefois de changer de code à sa majorité et de rejoindre le rugby à XIII et le club de Limoux. Il remporte avec ce dernier deux titres de Championnat de France en 2016 et 2017.

## Biographie
Dans son enfance, Tristan Béteille a débuté par le rugby à XV au club de Limoux avant d'intégrer l'équipe minimes du Stade toulousain. Finalement, il change de code et rejoint le rugby à XIII et s'engage à Limoux avec lequel il reporte deux titres de Championnat de France en 2016 et 2017.

## Palmarès
- Vainqueur du Championnat de France : 2016 et 2017 (Limoux).
- Finaliste de la Coupe de France : 2016 (Limoux).

## Références

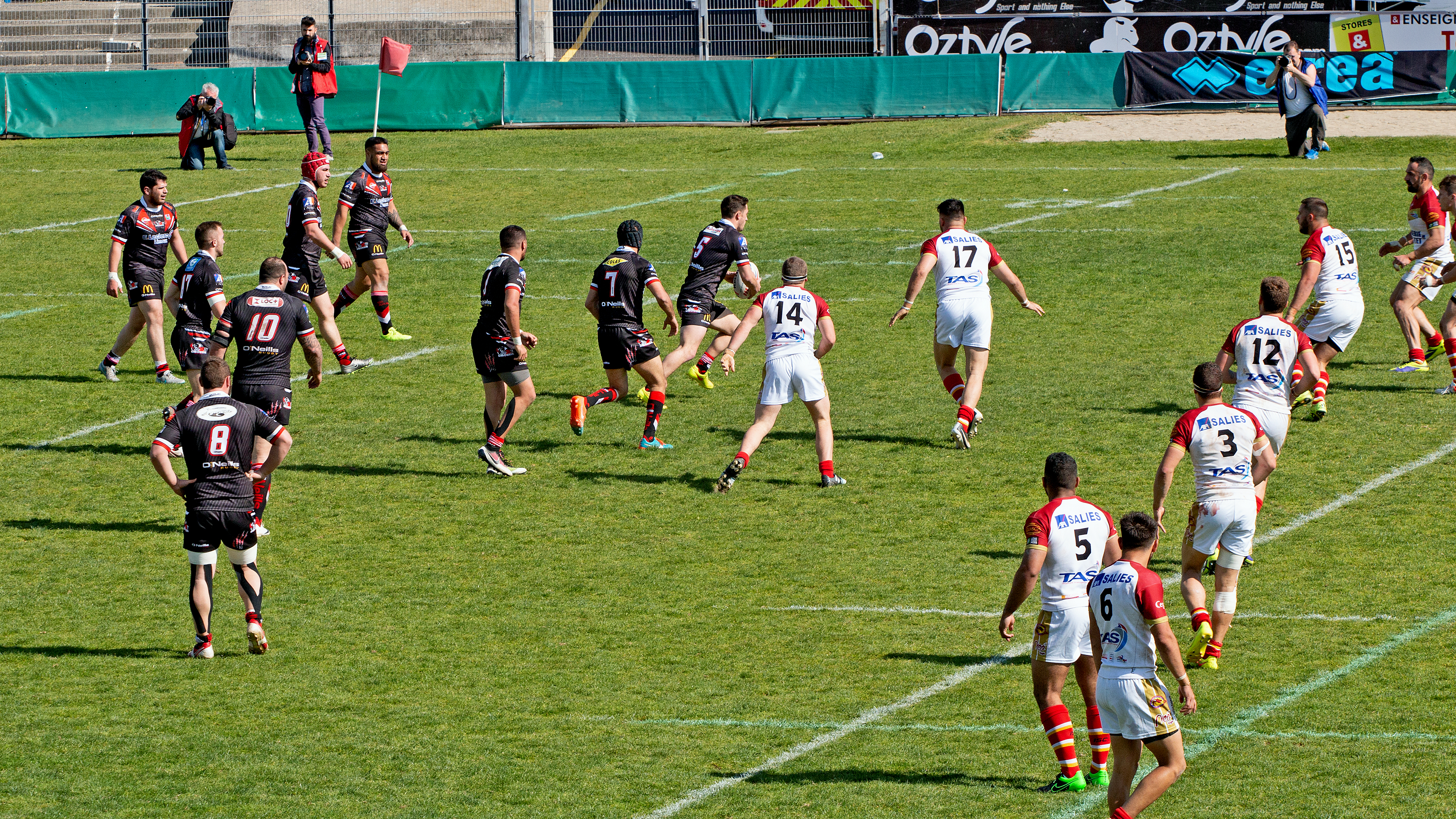
Championnat de France 2016 contre St Estève à Carcassonne.